# Fällanden
Fällanden (toponimo tedesco) è un comune svizzero di 9 350 abitanti del Canton Zurigo, nel distretto di Uster.

## Geografia fisica
Il territorio di Fällanden comprende una parte del Lago di Greifen.

## Monumenti e luoghi d'interesse

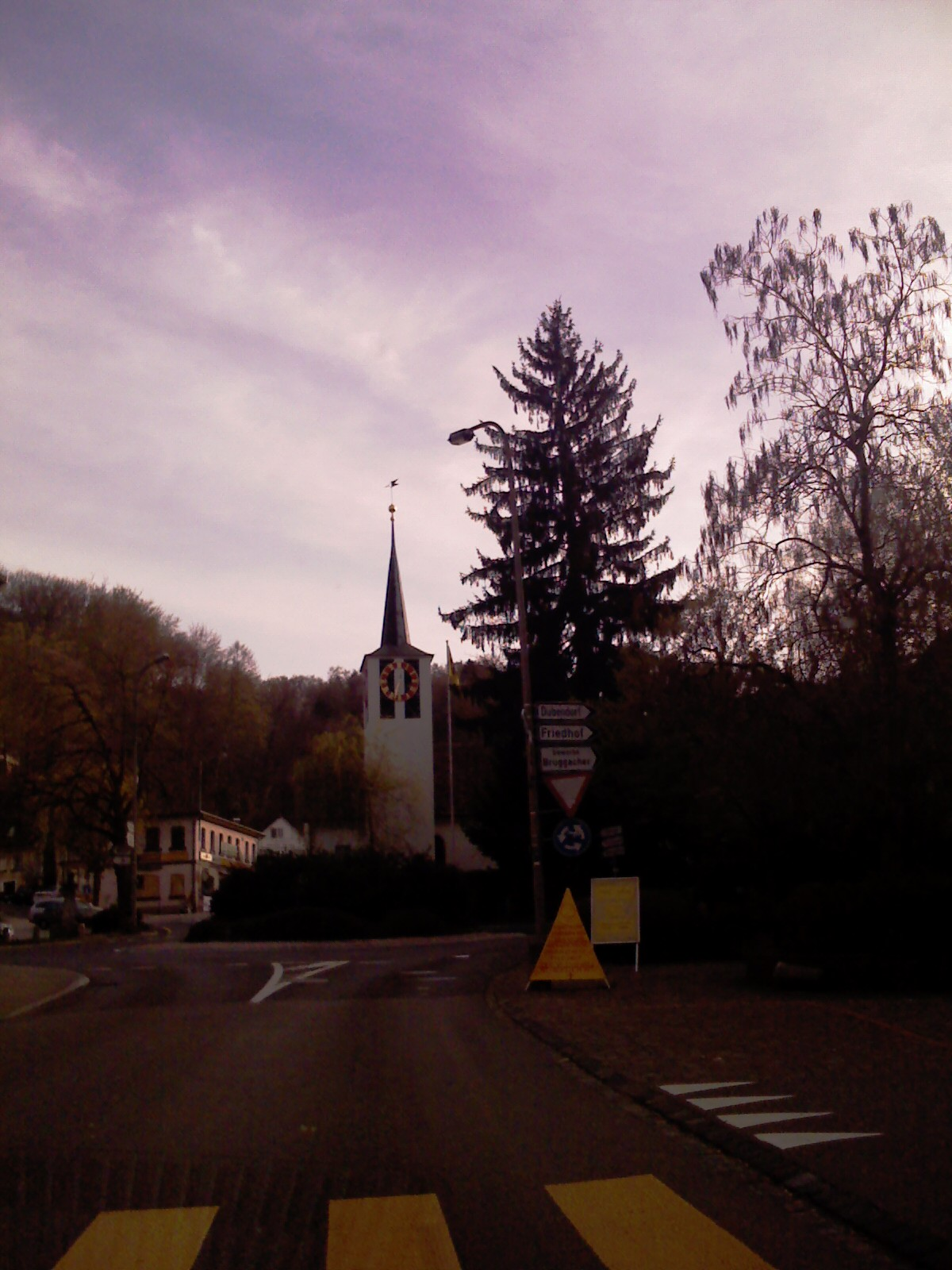
La chiesa riformata

- Chiesa riformata (già di San Giovanni Battista), attestata dal 1271 e ricostruita nel 1428[1].

## Società

### Evoluzione demografica
L'evoluzione demografica è riportata nella seguente tabella:
Abitanti censiti

## Amministrazione
Ogni famiglia originaria del luogo fa parte del cosiddetto comune patriziale e ha la responsabilità della manutenzione di ogni bene ricadente all'interno dei confini del comune.